# Ненужный опыт
«Ненужный опыт» — студийный альбом уральской электронной группы «4 Позиции Бруно» (4ПБ), выпущенный 1 октября 2015 года.

## Создание и премьера
Сингл «Охотник» появился 20 апреля; а к концу лета были записаны уже все семь композиций альбома.
Презентация альбома состоялась в Москве 4 ноября 2015 года, в клубе «16 тонн».
В 2016 году альбом издается на виниловой пластинке лейблом Sination, в 2021 году с расширенным буклетом переиздается на CD лейблом Заплатка.

## Критика
На сайте The Flow релиз был описан как «лёгкие песни с дабовой начинкой, которые значительно светлее тех, что были». Отдельно для ознакомления издание порекомендовало обе части «Лунной Мистерии».

## Список композиций
| №  | Название                              | Длительность |
| -- | ------------------------------------- | ------------ |
| 1. | «Колыбельная»                         | 5:36         |
| 2. | «Лунная Мистерия»                     | 4:23         |
| 3. | «Реквизит»                            | 5:14         |
| 4. | «Охотник»                             | 6:08         |
| 5. | «Лунная Мистерия (с мамой за спиной)» | 6:57         |
| 6. | «Занесло Меня Снегами»                | 6:11         |
| 7. | «Утро»                                | 5:54         |

## Участники записи
- Слова — А. Ситников
- Голос — А. Ситников
- Музыка — А. Ситников и А. Клевцов
- Оформление — О. Чернавских и В. Селезнев

Приглашённые участники:
- Д. Костромин — гитара
- П. Стрингер — гитара
- А. Чураков — саксофон
- Г. Тренин — саксофон
- В. Скородинский — звуки барабанов